# آب‌انبار مسجد
آب‌انبار مسجد میر مربوط به دوره قاجار است و قدمت آن به دویست سال پیش برمی گردد.برخی از کارشناسان نیز گفته اند ممکن است این آب انبار تاریخی در زمان صفویه ساخته شده باشد. و در بروجرد، خیابان صفا، کوچه شاهزاده ابوالحسن، گذر مسجد میر واقع شده و این اثر در تاریخ ۷ اسفند ۱۳۸۶ با شمارهٔ ثبت ۲۱۳۹۰ به‌عنوان یکی از آثار ملی ایران به ثبت رسیده است.این آب انبار تاریخی نیاز به مرمت و بازسازی دارد.